# Кибенко, Андрей Николаевич
Андрей Николаевич Кибенко (род. 01 декабря 1960, Мариуполь, УССР, СССР) — советский и российский баскетболист, тренер. Мастер спорта, заслуженный тренер России. 

## Воспитанники
- Куделин, Игорь Александрович
- Сепелев, Андрей Иванович
- Сафронов, Роман Владимирович
- Михайлов, Михаил Александрович

## Достижения
2001 — серебряный призёр чемпионата России (ассистент главного тренера)
2005 — чемпион Суперлиги Б (главный тренер)
2006 — чемпион Суперлиги Б (ассистент главного тренера)
2013 — серебряный призёр Молодёжного чемпионата России (главный тренер)
2014 — бронзовый призёр Молодёжного чемпионата России (главный тренер)